# Пирс, Генри
Генри «Бобби» Пирс (англ. Henry Robert "Bobby" Pearce; 30 сентября 1905, Дабл Бэй, Сидней, Австралия — 20 мая 1976, Торонто, Канада) — австралийский гребец (академическая гребля), двукратный олимпийский чемпион в одиночках (1928 и 1932 годов), золотой призёр Игр Содружества 1930 года, золотой призёр турниров «Diamond Challenge Sculls» (1931) и «Gold Cup Challenge» (1928).

## Биография
Генри Роберт Пирс родился в Дабл Бэйе — восточном прибрежном районе Сиднея в 1905 году. Его отцом был Гарри Пирс, который считался достаточно успешным гребцом, который дважды выступал на чемпионатах мира. Его дедушка, тоже Гарри Пирс, был известным гребцом, на счету которого победа в Мировом чемпионате 1885 года. Генри Пирс начал заниматься греблей с шестилетнего возраста и к 1926 году завоевал титул чемпиона Австралии по гребле в одиночках.
Ещё в 1920-е годы переехал в Канаду, но продолжал выступать за Австралию. Во время Второй мировой войны служил в Королевском военно-морском флоте Канады. Получил канадское гражданство в 1972 году.

### Олимпийские выступления
В 1928 году Генри Пирс отправился в составе сборной на летние Олимпийские игры в Амстердаме. В день официального открытия соревнований ему было доверено нести национальный флаг. В заплыве одиночек с результатом 7:11,0 он завоевал золотую медаль, опередив соперников из США (Кеннет Майерс — 2-е место, 7:20,8) и Великобритании (Теодор Коллет — 3-е место, 7:19,8).
В 1932 Генри Пирс был включён в состав сборной Австралии на Летние Олимпийские игры 1932 года в Лос-Анджелесе. В финальном одиночном заплыве с результатом 7:44,4 он выиграл золотую медаль, обогнав соперников из США (Уильям Миллер — 2-е место, 7:45,2) и Уругвая (Гильермо Дуглас — 3-е место, 8:13,6).